# نوده عطایان
روستای نوده عطایان در بخش دشت سر شهرستان آمل و در استان مازندران واقع می‌باشد.
شغل اکثر اهالی کشاورزی و شالیکاری می باشد این روستا زادگاه عالم با اخلاق حاج سید حسن حسینی می باشد که سرچشمه خدمات فراوانی در منطقه بوده است که بعد از وفات در روستای بیشه کلا محمودآباد به خاک سپرده شد

## جمعیت
این روستا براساس سرشماری عمومی نفوس و مسکن ۱۳۹۰ شامل ۱۹۲ خانوار و ۵۸۹ نفر جمعیت که از این تعداد ۲۸۹ نفر زن و ۳۰۰ نفر مرد می‌باشند.

## فاصله تا شهر
فاصله روستا تا شهر آمل حدود ۱۵ کیلومتر و از طریق جاده فرعی وسطی کلاً و سپس جاده قدیم آمل به بابل به شهر دسترسی دارد.